# Myrmica incurvata
Myrmica incurvata är en myrart som beskrevs av Cedric A. Collingwood 1976. Myrmica incurvata ingår i släktet rödmyror, och familjen myror. Inga underarter finns listade i Catalogue of Life.